# Głuptak przylądkowy
Głuptak przylądkowy (Morus capensis) – gatunek dużego ptaka wodnego z rodziny głuptaków (Sulidae), występujący u wybrzeży Afryki. Zagrożony wyginięciem.

## Systematyka
Gatunek ten po raz pierwszy zgodnie z zasadami nazewnictwa binominalnego opisał w 1823 roku Martin Lichtenstein. Autor nadał gatunkowi nazwę Dysporus capensis, a jako miejsce typowe wskazał Przylądek Dobrej Nadziei. Obecnie gatunek ten umieszczany jest w rodzaju Morus; nie wyróżnia się podgatunków. Głuptak przylądkowy jest blisko spokrewniony z głuptakiem zwyczajnym (Morus bassanus) i głuptakiem australijskim (Morus serrator) – dawniej te trzy taksony zaliczano do jednego gatunku.

## Morfologia

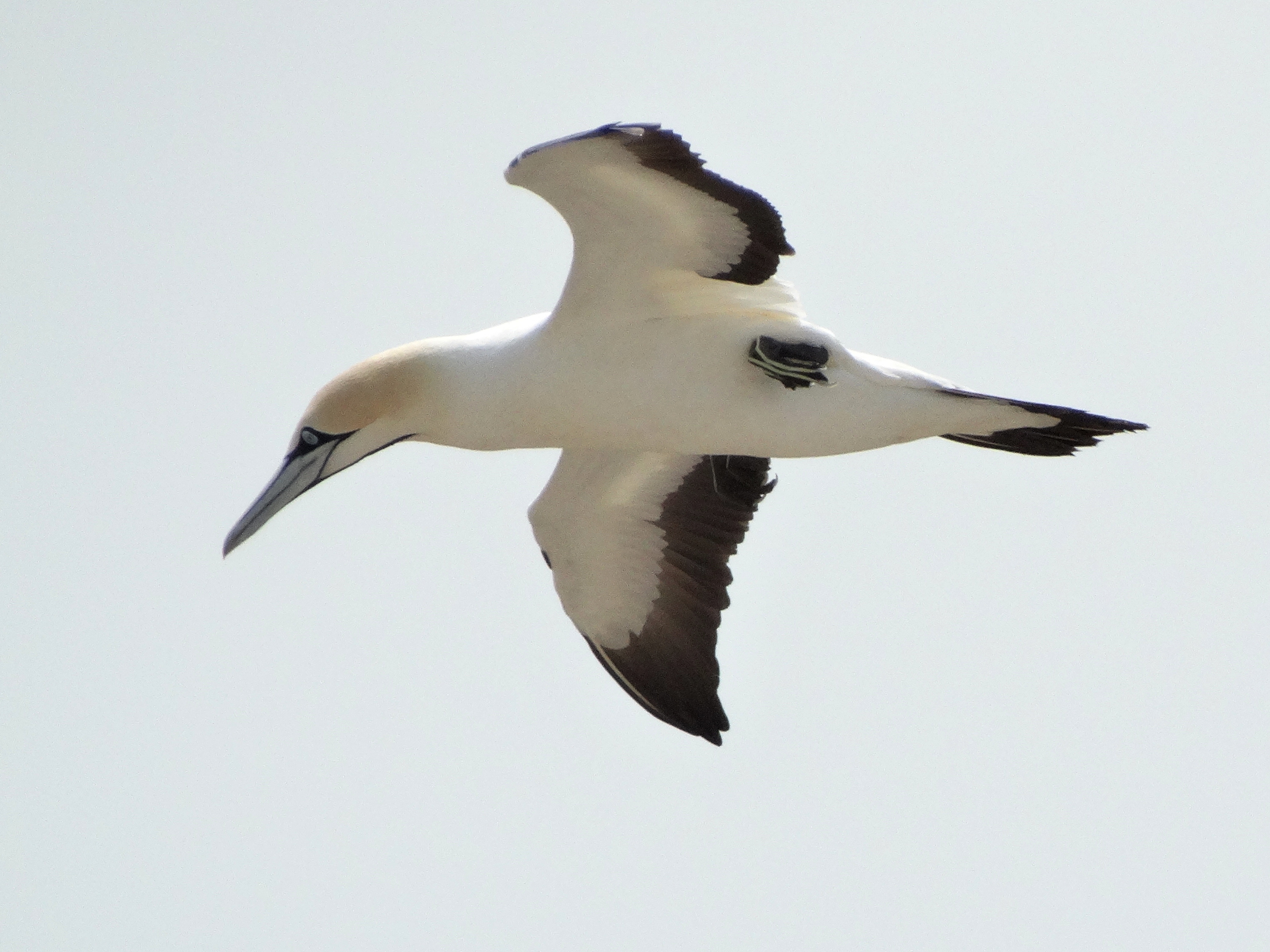
Głuptak przylądkowy w locie

Długość ciała od 85 do 90 cm, masa ok. 2,6 kg. Ubarwienie bardzo podobne do głuptaka zwyczajnego. Dorosły osobnik ma głowę i szyję barwy intensywnie morelowożółtej do złotej, przechodzącej w kolor białawy na gardle, w dolnej części szyi i na czole. Ogon i najbardziej zewnętrzny brzeg skrzydeł czarny; na gardle wyraźny czarny prążek; wokół oczu widoczna czarna skóra. Reszta upierzenia biała.

## Występowanie
Tereny lęgowe na wyspach południowo-zachodniej i południowej Afryki (w Namibii i RPA). Poza sezonem lęgowym osobniki dorosłe są zazwyczaj osiadłe i przebywają w odległości do 500 km od kolonii lęgowych, niekiedy znacznie dalej; ptaki młode rozpraszają się wzdłuż wybrzeży i spotyka się je od Zatoki Gwinejskiej do Kanału Mozambickiego; wyjątkowo dalej – na wybrzeżach Tanzanii i Kenii.

## Ekologia

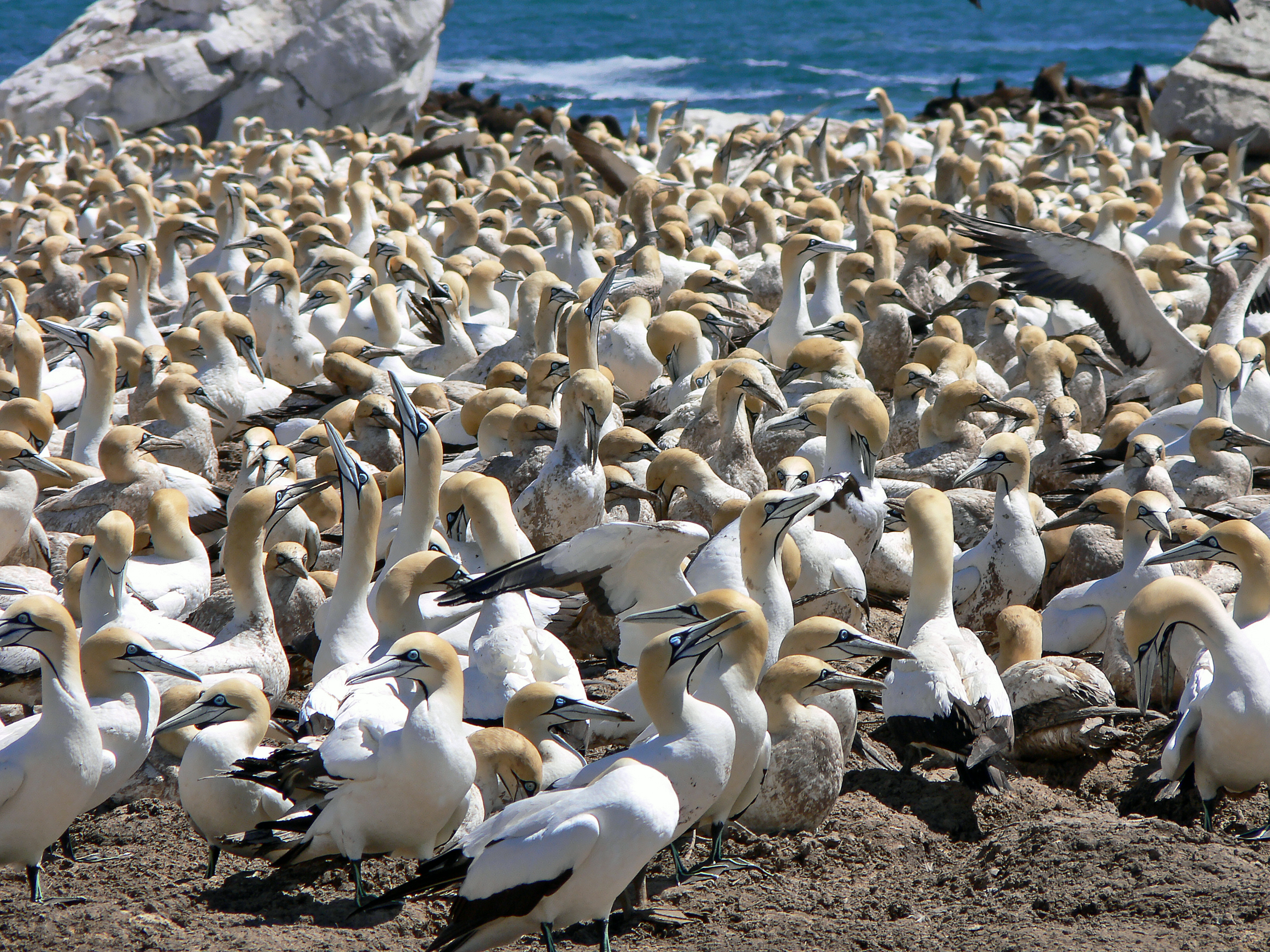
Kolonia lęgowa w Lambert’s Bay (RPA)

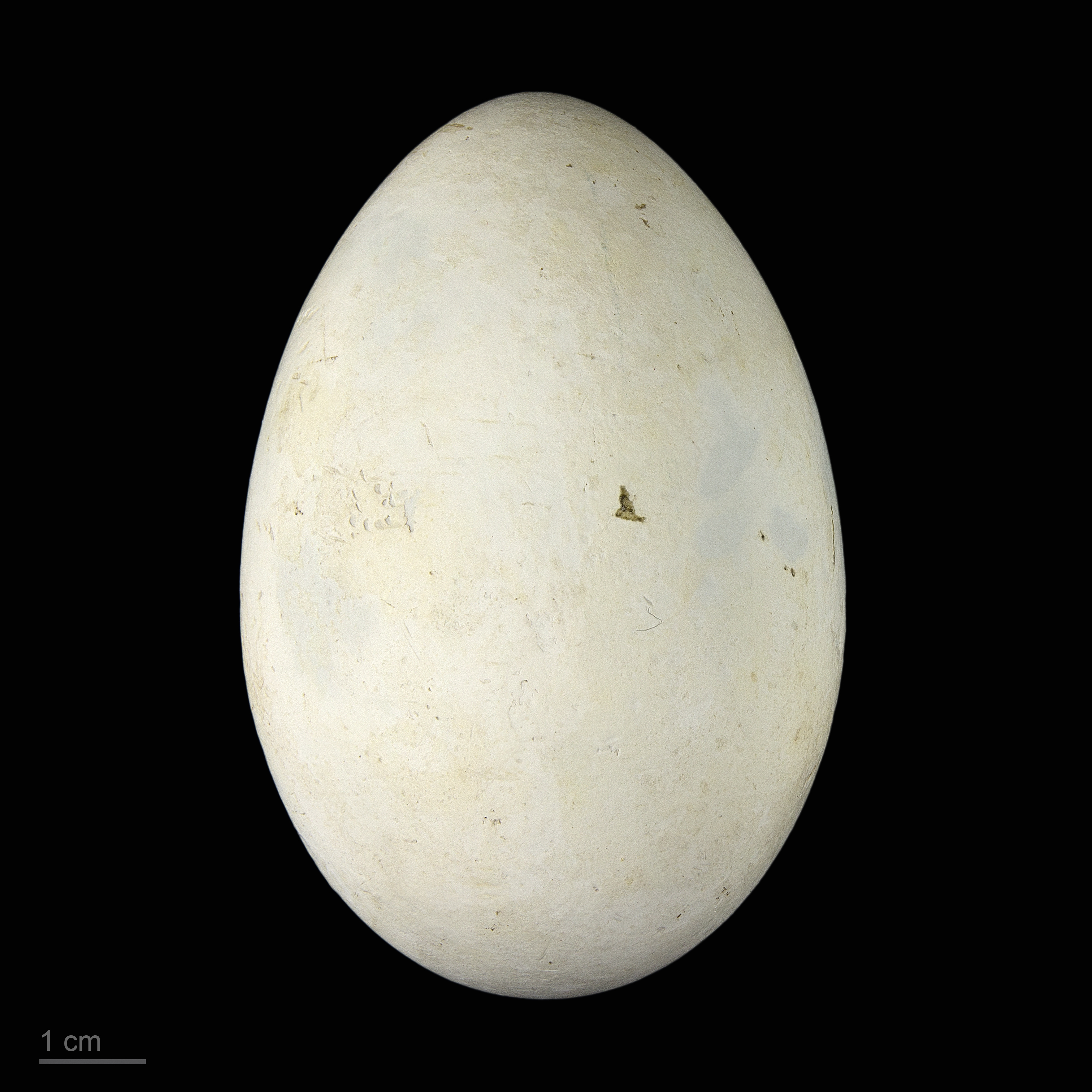
Jajo z kolekcji muzealnej

ŚrodowiskoGłuptaki przylądkowe występują na wodach przybrzeżnych i morskich, zwykle nie dalej niż 120 km od lądu. Żerują głównie w rejonie szelfu kontynentalnego, czasem również na wodach pelagialnych. Rozmnażają się na otwartych przestrzeniach na płaskich lub łagodnie nachylonych przybrzeżnych wyspach.
RozmnażanieSezon lęgowy trwa od września do kwietnia. Gniazdują na ziemi, zwykle w dużych koloniach. W zniesieniu jedno, rzadko dwa jaja. Inkubacja trwa około 44 dni. Młode są w pełni opierzone w wieku około 97 dni.
PożywienieRyby, w tym sardynka pacyficzna (Sardinops sagax), sardela kapska (Engraulis capensis), makrelosz (Scomberesox saurus), makrela japońska (Scomber japonicus) i ostroboki (Trachurus). Pokarm zdobywają nurkując do wody z dużej wysokości, typowo ponad 20 m. Niekiedy w poszukiwaniu zdobyczy podążają za statkami rybackimi.

## Status
Międzynarodowa Unia Ochrony Przyrody (IUCN) od 2017 roku klasyfikuje głuptaka przylądkowego jako gatunek zagrożony (EN, Endangered). Poprzednio miał on status gatunku narażonego (VU, Vulnerable). Liczebność populacji szacuje się na około 246 tysięcy dorosłych osobników, a jej trend oceniany jest jako spadkowy. Najliczniejsza kolonia znajduje się na wysepce Bird Island w zatoce Algoa (RPA), jej liczebność szacowana jest na 81 tysięcy par.